# Triphora
Triphora là một chi phong lan trong họ Orchidaceae.